# Jo Hunhyeon
Jo Hunhyeon hay Cho Hunhyun (曺薰鉉, 조훈현, Tào Huân Huyễn, sinh ngày 10 tháng 3 năm 1953 tại Mokpo, Jeolla Nam) là một kỳ thủ cờ vây chuyên nghiệp cửu đẳng người Hàn Quốc. Ông được coi là một huyền thoại cờ vây và là kỳ thủ Hàn Quốc 9 dan đầu tiên trong lịch sử Hàn Quốc.

## Tiểu sử
Ông làm nên lịch sử khi trở thành kỳ thủ chuyên nghiệp vào năm 9 tuổi trong khi các kỳ thủ hiện nay chỉ mới bắt đầu lên chuyên nghiệp khi 12 hoặc 13 tuổi. Jo được xem như là kỳ thủ mạnh nhất thế giới, trước khi môn đệ của ông là Lee Chang-ho bắt đầu tranh giành danh hiệu với ông từ năm 1990 đến nay.
Vào những năm 1980, không một kỳ thủ Hàn Quốc nào có thể đọ sức được với ông. Jo Hunhyeon dành tất cả các danh hiệu tại Hàn Quốc chỉ trong 3 mùa giải, điều này dẫn đến việc ông giữ tất cả và cùng lúc 30 danh hiệu, điều mà các kỳ thủ còn lại cũng khó có thể thực hiện trong suốt giai đoạn chuyên nghiệp của mình. Trong đó, việc ông chiếm giữ danh hiệu Paewang 16 lần từ năm 1977 đến năm 1992 là một kỷ lục thế giới.
Năm 1988, ông nổi tiếng trên toàn thế giới và trở thành anh hùng dân tộc khi đánh bại kì thủ Trung Quốc Nhiếp Vệ Bình trong giải cúp Ưng - lúc đó Nhiếp được giới cờ vây đánh giá là kỳ thủ mạnh nhất thế giới. Kể từ đó ông dành rất nhiều các danh hiệu quốc tế khác và chỉ bị qua mặt bởi học trò của mình là Lee Chang-ho.

## Phong cách chơi cờ
Jo là một kỳ thủ có các nước đi rất nhanh và ông có biệt danh là Jo Jebi (chim én). Tuy vậy, phong cách cờ của ông đã thay đổi kể từ khi học trò Lee Chang-ho trở thành đối thủ chính tranh các danh hiệu với ông. Khả năng tính toán nhanh và trình độ đọc cờ sâu sắc đã gây áp lực lên Jo, buộc ông phải đổi chiến lược, chiến đấu nhiều hơn trong các ván cờ.

## Danh hiệu và thách đấu
Jo Hunhyeon là kỳ thủ đứng số 1 thế giới về tổng số lượng danh hiệu.
| Danh hiệu                  | Năm giữ danh hiệu                                           |
| -------------------------- | ----------------------------------------------------------- |
| Các giải còn tổ chức       | 44                                                          |
| Wangwi                     | 1976 - 1979, 1981 - 1989                                    |
| Kisung                     | 1990, 1992                                                  |
| Guksu                      | 1976 - 1985, 1988, 1991, 1992, 1998, 2000                   |
| KBS Baduk Wang             | 1980, 1981, 1984 - 1987, 1989, 1990, 1992, 1996, 1997, 1999 |
| Cúp BC Card                | 1990, 1995                                                  |
| Myungin                    | 1977, 1979 - 1981, 1984 - 1990, 1997                        |
| Các giải không còn tổ chức | 98                                                          |
| Baedalwang                 | 1996                                                        |
| Chaegowi                   | 1973 - 1979, 1981 - 1988, 1992                              |
| Gukgi                      | 1975 - 1979, 1981 - 1987                                    |
| Paewang                    | 1977 - 1992, 1997 - 2000                                    |
| Taewang                    | 1983, 1985 - 1987, 1989, 1990, 1994, 1995                   |
| Cúp Baccus                 | 1983 - 1989, 1994                                           |
| Daewang                    | 1983 - 1987, 1989, 1993                                     |
| Cúp Paedel                 | 1996                                                        |
| Cúp KT                     | 2002                                                        |
| Kiwang                     | 1979 - 1982, 1984 - 1987, 1989 - 1992, 1995                 |
| Quốc tế                    | 9                                                           |
| Cúp Samsung                | 2001, 2002                                                  |
| Fujitsu Cup                | 1994, 2000, 2001                                            |
| Cúp Xuân Lan               | 1999                                                        |
| Cúp Ứng                    | 1988                                                        |
| Cúp Đông Dương             | 1994, 1997                                                  |
| Tổng                       | 151                                                         |

| Danh hiệu                  | Năm mất danh hiệu                        |
| -------------------------- | ---------------------------------------- |
| Các giải còn tổ chức       | 30                                       |
| Wangwi                     | 1990, 1992, 1994, 1997, 1998, 2001, 2003 |
| Kisung                     | 1991, 1993 - 1996, 1998, 2003            |
| Guksu                      | 1986, 1987, 1993 - 1996, 1999, 2001      |
| KBS Baduk Wang             | 1991, 1994                               |
| Chunwon                    | 1996, 2002                               |
| Cúp BC Card                | 1991, 1992, 1994, 1996                   |
| Các giải không còn tổ chức | 36                                       |
| Cúp LG Refined Oil         | 1996                                     |
| Myungin                    | 1973, 1978, 1983, 1991, 1998, 2000, 2003 |
| Chaegowi                   | 1980, 1989, 1990, 1993 - 1997            |
| Gukgi                      | 1980, 1988, 1992                         |
| Paewang                    | 1993, 2001                               |
| Taewang                    | 1988, 1997                               |
| Daewang                    | 1993, 1995, 1996                         |
| Cúp Paedal                 | 1993 - 1995, 1997, 1999                  |
| Kiwang                     | 1983, 1988, 1993                         |
| Baedalwang                 | 1996                                     |
| Cúp SBS TV                 | 1994                                     |
| Shin-Ei                    | 1971                                     |
| Với các quốc gia khác      | 2                                        |
| Cúp Asian TV               | 1995, 2002                               |
| Các giải quốc tế           | 2                                        |
| Cúp LG                     | 2002                                     |
| Cúp Fujitsu                | 1993                                     |
| Tổng                       | 70                                       |

## Khác
Sau khi bị Jo Chihun kích bại năm 1981, Jo Hunhyeon thề rằng sẽ không bao giờ thua lại Chihun. Và ông đã làm được điều đó trong hơn 20 năm, tứ 1981 đến 2003.